# 孔達河

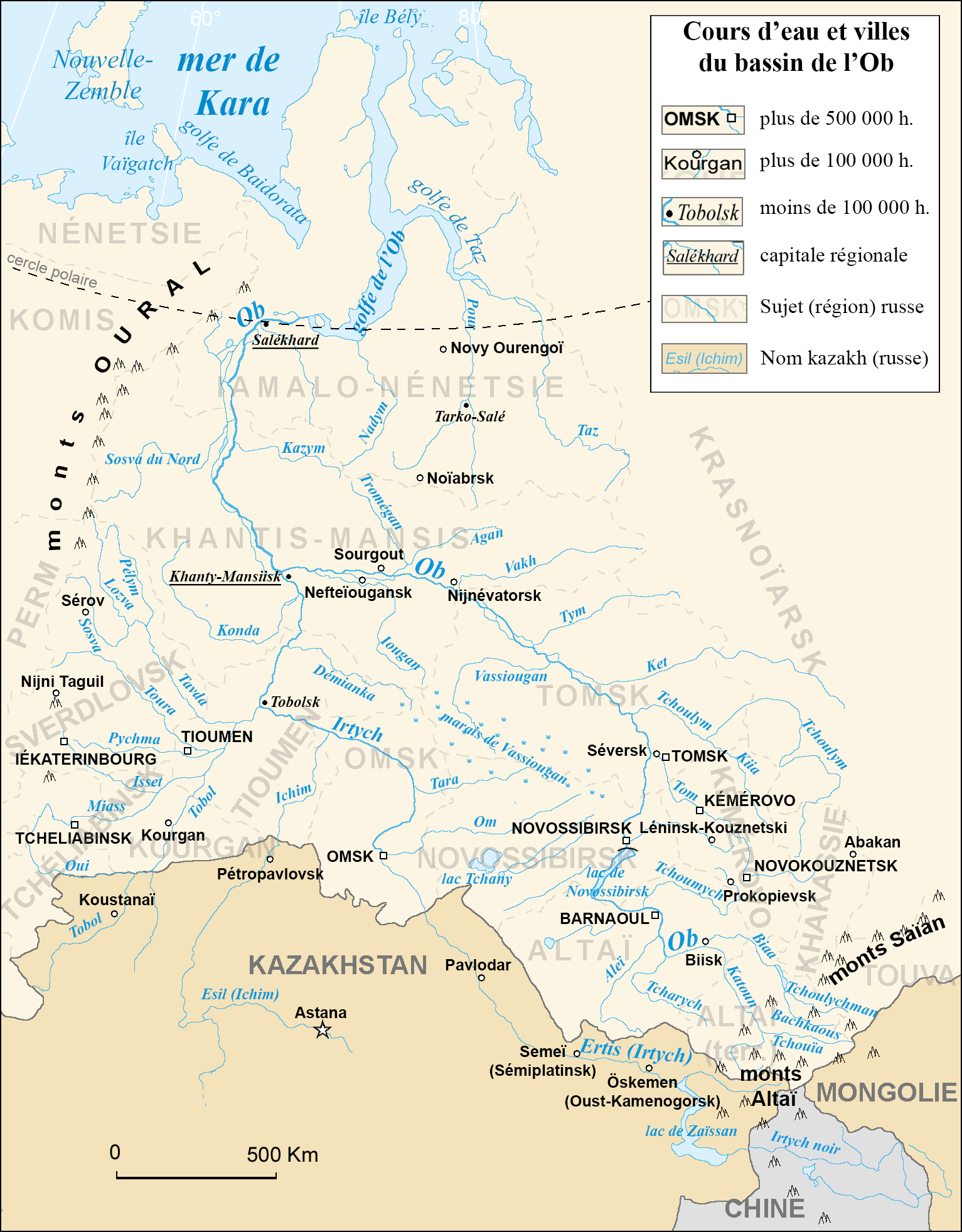
孔達河位置

孔達河是俄羅斯的河流，位於漢特-曼西自治區內，屬於額爾齊斯河的左支流，發源自西西伯利亞平原，河道全長1,097公里，流域面積72,800平方公里，在每年10月下旬開始結冰，直至翌年4月下旬，河畔城鎮有烏拉伊。